# Naja philippinensis
Naja philippinensis är en ormart, endemisk för norra Filippinerna, som beskrevs av Taylor 1922. Naja philippinensis ingår i släktet Naja, och familjen giftsnokar. IUCN kategoriserar arten globalt som nära hotad. Inga underarter finns listade i Catalogue of Life.
Denna orm förekommer i norra Filippinerna. Den påstås kunna spotta gift. Den lever i låglandet och i låga bergstrakter upp till 800 meter över havet. Arten vistas i skogar samt i andra habitat som odlingsmark eller människans samhällen.